# En romance om forelskelse
En romance om forelskelse (russisk: Романс о влюблённых) er en sovjetisk spillefilm fra 1974 af Andrej Kontjalovskij.

## Medvirkende
- Jevgenij Kindinov som Sergej Nikitin
- Jelena Koreneva som Tanja
- Irina Kuptjenko som Ljuda
- Innokentij Smoktunovskij
- Jelizaveta Solodova